# Trutnovský varhanní festival
Trutnovský varhanní festival se koná každý rok v červnu od roku 2000. 
Festivalové koncerty se konají v kostele Narození Panny Marie a pořádá je občanské sdružení Regio Musici a Martin Matyska, varhaník tohoto kostela. Vystřídala se tady řada interpretů: 
Václav Rabas, Václav Uhlíř, Josef Rafaja, Pavel Svoboda, Petr Hostinský, Jakub Janšta a další.